# Hucclecote
Hucclecote – osada i civil parish w Anglii, w hrabstwie Gloucestershire, w dystrykcie Gloucester/Tewkesbury. Leży 5 km na południowy wschód od miasta Gloucester i 147 km na zachód od Londynu. W 2011 roku dzielnica liczyła 8826 mieszkańców. W 2011 roku civil parish liczyła 1332 mieszkańców. Hucclecote jest wspomniana w Domesday Book (1086) jako Hochilicote.